# Marigny-Chemereau
Marigny-Chemereau és un municipi francès situat al departament de la Viena i a la regió de la Nova Aquitània. L'any 2007 tenia 505 habitants.

## Demografia

### Població
El 2007 la població de fet de Marigny-Chemereau era de 505 persones. Hi havia 206 famílies de les quals 46 eren unipersonals (21 homes vivint sols i 25 dones vivint soles), 82 parelles sense fills, 74 parelles amb fills i 4 famílies monoparentals amb fills.
La població ha evolucionat segons el següent gràfic:
Habitants censats

### Habitatges
El 2007 hi havia 253 habitatges, 205 eren l'habitatge principal de la família, 33 eren segones residències i 16 estaven desocupats. Tots els 252 habitatges eren cases. Dels 205 habitatges principals, 166 estaven ocupats pels seus propietaris, 36 estaven llogats i ocupats pels llogaters i 3 estaven cedits a títol gratuït; 3 tenien una cambra, 8 en tenien dues, 29 en tenien tres, 59 en tenien quatre i 106 en tenien cinc o més. 171 habitatges disposaven pel capbaix d'una plaça de pàrquing. A 93 habitatges hi havia un automòbil i a 103 n'hi havia dos o més.

### Piràmide de població
La piràmide de població per edats i sexe el 2009 era:
| Homes | Edats   | Dones |
| ----- | ------- | ----- |
| 0     | 95 o +  | 0     |
| 0     | 90 a 94 | 4     |
| 4     | 85 a 89 | 8     |
| 4     | 80 a 84 | 4     |
| 8     | 75 a 79 | 16    |
| 8     | 70 a 74 | 4     |
| 4     | 65 a 69 | 8     |
| 16    | 60 a 64 | 4     |
| 4     | 55 a 59 | 24    |
| 8     | 50 a 54 | 12    |
| 20    | 45 a 49 | 4     |
| 20    | 40 a 44 | 16    |
| 12    | 35 a 39 | 20    |
| 12    | 30 a 34 | 20    |
| 16    | 25 a 29 | 16    |
| 12    | 20 a 24 | 20    |
| 20    | 15 a 19 | 16    |
| 24    | 10 a 14 | 8     |
| 8     | 5 a 9   | 16    |
| 12    | 0 a 4   | 12    |

## Economia
El 2007 la població en edat de treballar era de 302 persones, 243 eren actives i 59 eren inactives. De les 243 persones actives 225 estaven ocupades (118 homes i 107 dones) i 18 estaven aturades (7 homes i 11 dones). De les 59 persones inactives 32 estaven jubilades, 17 estaven estudiant i 10 estaven classificades com a «altres inactius».

### Ingressos
El 2009 a Marigny-Chemereau hi havia 215 unitats fiscals que integraven 543,5 persones, la mediana anual d'ingressos fiscals per persona era de 15.961 €.

### Activitats econòmiques
Dels 13 establiments que hi havia el 2007, 1 era d'una empresa de fabricació d'altres productes industrials, 6 d'empreses de construcció, 2 d'empreses de comerç i reparació d'automòbils, 1 d'una empresa d'hostatgeria i restauració, 2 d'empreses de serveis i 1 d'una empresa classificada com a «altres activitats de serveis».
Dels 5 establiments de servei als particulars que hi havia el 2009, 1 era un paleta, 1 guixaire pintor, 2 fusteries i 1 restaurant.
L'any 2000 a Marigny-Chemereau hi havia 13 explotacions agrícoles que ocupaven un total de 648 hectàrees.

## Poblacions més properes
El següent diagrama mostra les poblacions més properes.